# 諸王三
金牛座118，又名BD+25 839，HD 35943、SAO 77201、HR 1821，是金牛座的一颗恒星，视星等为5.47，位于銀經181.25，銀緯-5.1，其B1900.0坐标为赤經5h 23m 7.1s，赤緯+25° -5.1′ 10″。